# Taitō
Taitō (jap. 台東区 Taitō-ku) – jeden z 23 specjalnych okręgów (dzielnic) japońskiej stolicy Tokio. Ma powierzchnię 10,11 km². W 2020 r. mieszkało w nim 211 779 osób, w 124 231 gospodarstwach domowych  (w 2010 r. 176 092 osoby, w 95 420 gospodarstwach domowych).

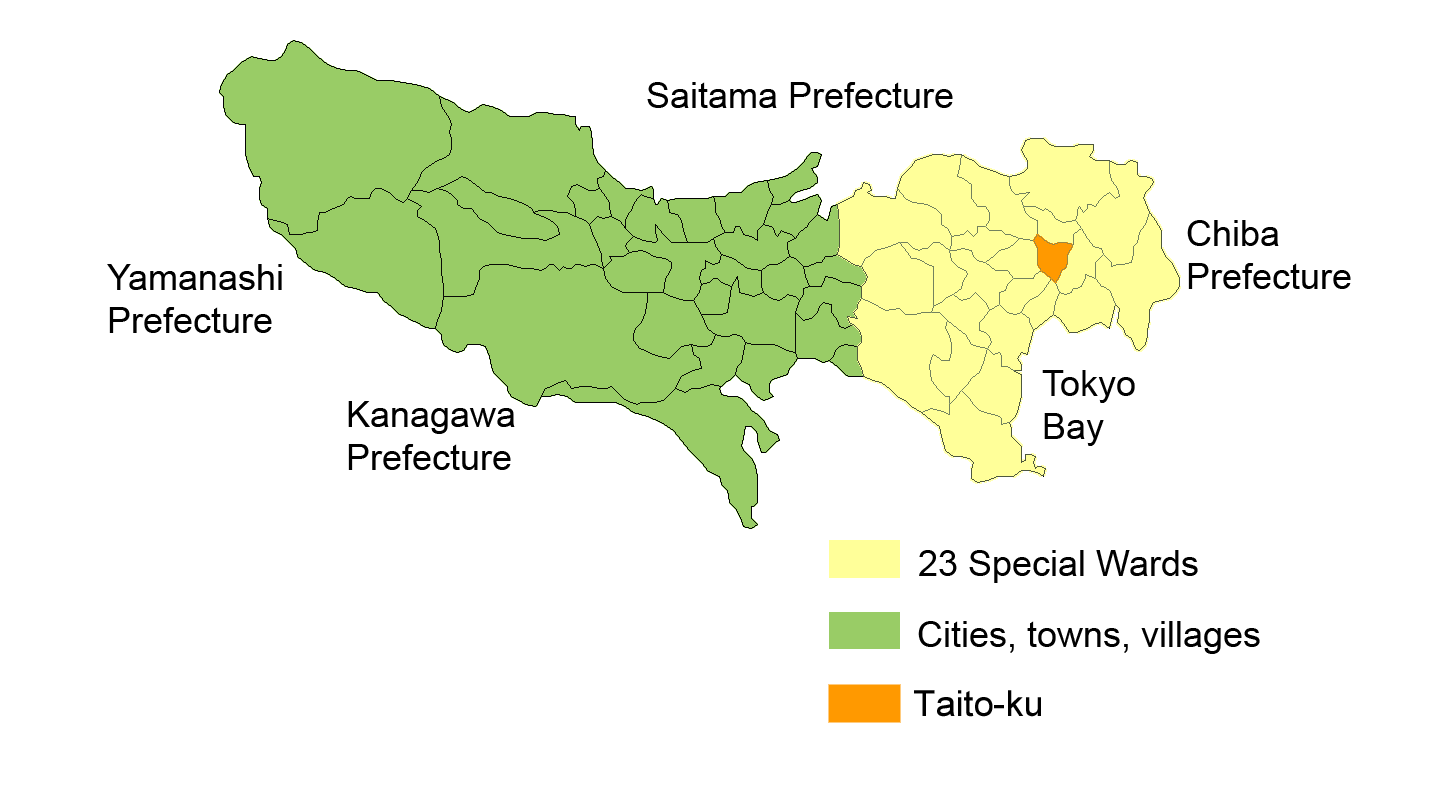

Taitō leży w środkowej części Tokio między okręgami: Chiyoda, Bunkyō, Arakawa, Sumida i Chūō.
Dzielnice okręgu Taitō:
- Ueno
- Asakusa
- Akihabara
- Ameyoko
- Yanaka
- Asakusabashi

Świątynie i chramy:
- Sensō-ji
- Kan’ei-ji

Parki:
- Asakusa Park
- Sumida Park
- Ueno Park
- Yanaka Park